# Amirani

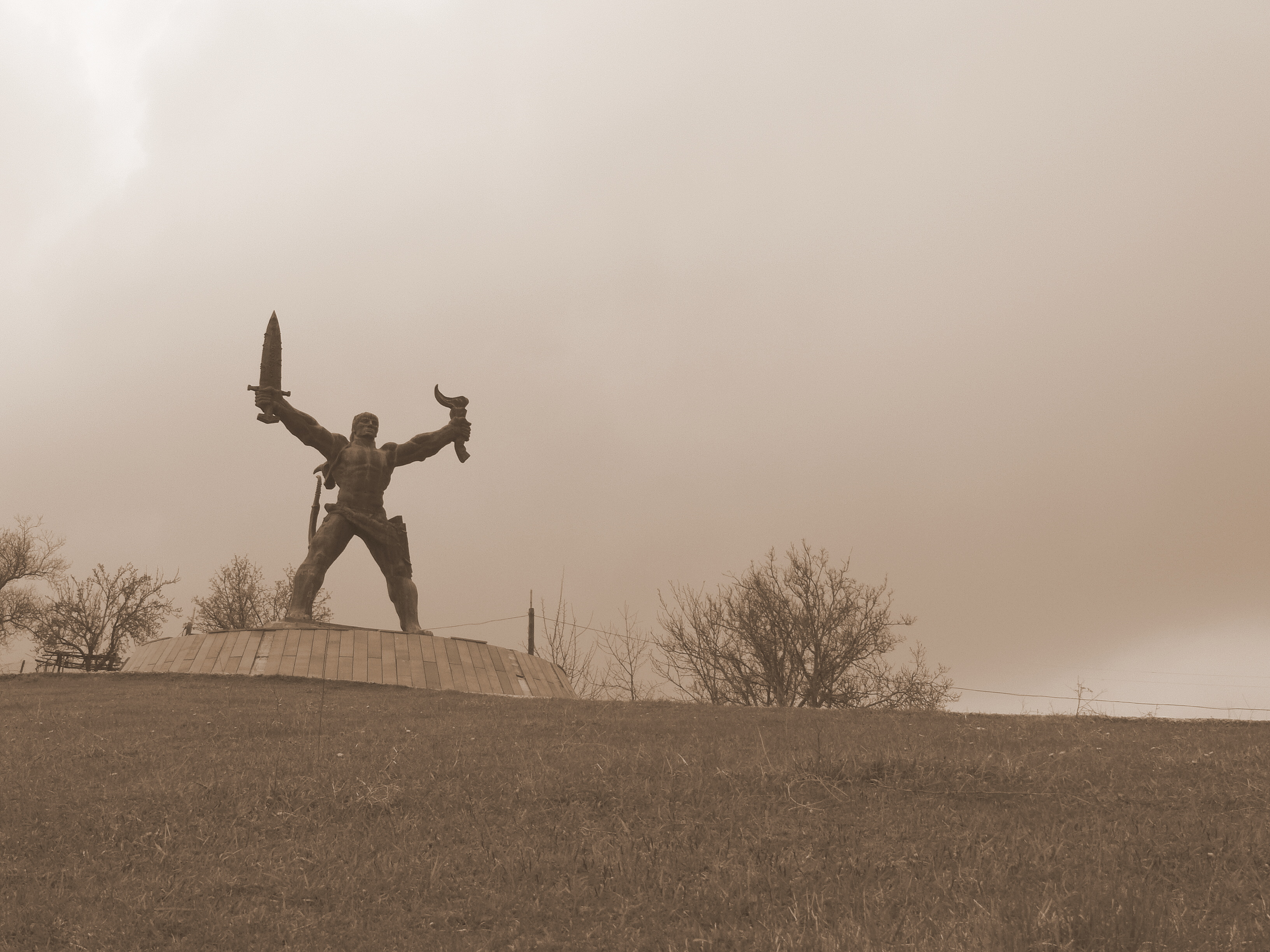
Monument dedicat a Amirani, a Geòrgia

Amirani (en georgià: ამირანი) és el nom d'un heroi de la literatura georgiana, que s'assembla a la clàssica de Prometeu.
Amirani era el fill de Dali, una deessa de la caça del Caucas, però va ser parit prematurament del seu ventre i va ser criat per un pagès que ja tenia dos fills naturals. Junts, van lluitar i derrotar esperits malignes i van vèncer un gegant amb molts caps que es transformaven en serps.
Mentre lluitaven contra altres esperits malignes en la seva recerca d'una núvia, els seus dos germans mortals van ser assassinats, i Amirani va intentar suïcidar-se, però va descobrir tot consternat que va tornar a la vida. A partir de llavors, Amirani abandonà la cerca d'una núvia i enfortit pel Déu suprem, déu, es va enfrontar a un altre gegant, i després al mateix déu. En resposta a aquesta insolència, déu el va castigar en tres etapes: va lligar Amirani a un pal profundament enfonsat a la terra, en segon lloc, el van subjectar amb cadenes en un pas de muntanya, que va formar una cúpula similar a la cova sobre d'ell, i tercer, una nit de cada any, la muntanya es va obrir per revelar Amirani suspès en l'aire quan una persona va intentar en va d'alliberar-lo, i la muntanya es va tornar a tancar a conseqüència de la xerrada excessiva d'una dona.
En algunes parts de la Ibèria caucàsica, l'explicació alternativa reflecteix la mitologia grega, en què l'heroi és atacat cada dia per un àguila enviada per la deïtat. Va ser durant molt de temps commemorat amb la destrucció de nius d'àligues, que eren els enemics d'Amirani.